# 久我通顕

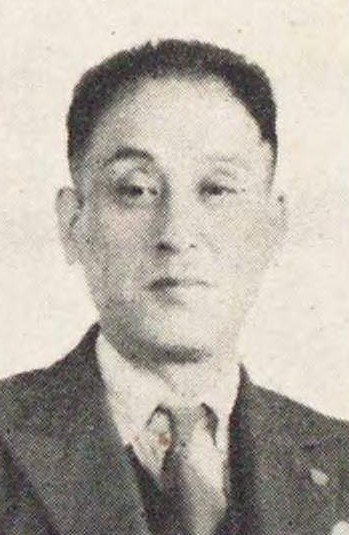
久我通顕

久我 通顕（こが みちあき、1903年〈明治36年〉10月23日 - 1982年〈昭和57年〉11月10日）は、日本の華族。旧公卿家。侯爵。貴族院議員。女優久我美子の父。

## 経歴
久我常通の長男として生まれる。1936年（昭和11年）父退隠の後を承け、家督を相続する。國學院大學国文学科卒業。
1943年（昭和18年）内務省委員となり後近代商業美術協会長に就任
戦前、国語の教師をしたこともあったが、ほとんど仕事はしなかった。

## 人物像
華族の娘と一緒になるのはいやで、粋筋に通じた下町娘を好んだという。じっさい遊びでも華族ではアカ抜けていたほうで、下情にも通じていた。父常通も通顕も戦前は決まった職業を持たなかった。妻与志江によれば「遊び人の血筋なんでしょうか。お金の使いっぷりは派手だったものです。」という。
宗教は臨済宗。住所は東京都世田谷区。東京都新宿区在籍。

## 家族・親族

### 久我家
（京都府、東京府北多摩郡神代村（現東京都調布市）、東京都世田谷区、東京都新宿区）
- 祖父・通久（公卿、陸軍軍人、侯爵、貴族院議員、東京府知事）

1842年（天保12年） - 1925年（大正14年）1月
- 父・常通[3]（侯爵、貴族院議員）

1873年（明治6年） - 1950年（昭和25年）
- 生母・鬼頭まさ[8]（東京府平民[9]）
- 姉

千萬子（東京府人仙石吉之助の養子となる）
ミチ子（北海道人五十嵐佐市に嫁す）
- 妹

松子（東京府人中根半湖長男克に嫁す）
- 弟

通秀（男爵津守國榮の養子となる）
通利（経営評論家）
- 妻・与志江[10]（よしえ[3]、東京、篠崎宗太郎長女）

1905年（明治38年）4月 - 没年不詳
実家は日本橋でべっ甲問屋を営んでいた「篠崎商店」。セルロイドを扱ってかなり大きな商売をしていた商店である。
- 長男・誠通[3]

1926年（大正15年）11月 -
- 長女・美子[3]（女優）

1931年（昭和6年）1月 - 2024年（令和6年）6月
- 二女・ます江子[12][13]（映画監督今井雄五郎の妻[14]）

1932年（昭和7年）12月生
- 叔母・節子[3]（子爵松浦靖に嫁す[3]）